# Inés Rodena
Inés Alicia Rodena Collado (Havana, 20 de abril de 1905 — Miami, 15 de abril de 1985) foi uma escritora e rádio-novelista cubana.

## Biografia
Nascida em uma família humilde, Inés antes de ser escritora foi enfermeira. Seus pais eram Juan Rodena Deanmente, um espanhol, e Maria Collado y Cabrera, cubana. Vivendo com diversas histórias diferentes, nasceu sua paixão por escrever. Na década de 1950, escreveu sua primeira história para o rádio, La Gata, que foi um sucesso. Em meados da década de 1960, se mudou para a Venezuela por causa da Revolução Cubana.
Lá, conhece o produtor Arquímedes Rivero, que leva sua novelas para a rádio. Em 1968, foi levada para a televisão a novela La Gata, produção de um canal estatal do país. Também no canal estatal gravaram a novela Corazón de Madre. Em 1969, passou a trabalhar na RCTV. Em 1970, foi gravada com muito sucesso a primeira versão de La Usurpadora com Marina Baura no papel das irmãs Paulina e Paola e Raúl Amundaray no papel de Carlos Daniel. No mesmo ano, conhece Valentín Pimstein e produz para a televisão mexicana a segunda versão de La Gata, o sucesso foi repetido.
A partir daí, Inés se muda para o México. As novelas de Inés seguiram tendo muito sucesso no México e em outros países. Em 1975, mudou-se para La Havana, um pequeno local de Miami, Flórida, de população de maioria latina. Morreu no dia 15 de abril de 1985, aos 79 anos de idade e, nos anos 2000, mais uma adaptação de Inés, El juego de la vida foi exibida em 2007.

## Telenovelas
- LA GATA
  - La Gata.... Venezuela (1968)
  - Ella, La gata.... Argentina (1968)
  - La Gata.... México (1970)
  - La Fiera.... México (1983)
  - Cara Sucia… Venezuela (1992)
  - Sueño De Amor.... México (1993)
  - Muneca de Trapo.... Venezuela (2000)
  - Por Un Beso.... México (2000)
  - Seus Olhos.... Brasil (2004)
  - Pobre Diabla.... México (2009)
  - La Gata... México (2014)
- LA GALLEGUITA
  - El Engaño.... Venezuela (1968)
  - Viviana.... México (1978)
  - Los Años Pasan.... México (1985)
  - Segunda parte de Valentina.... México (1993)
  - Camila.... México (1998)
  - Contigo sí.... México (2021)
- LA MADRASTRA
  - Corazón de madre.... Venezuela (1969)
  - Soledad.... México (1981)
  - Bendita mentira.... México (1996)
- MARIA MERCÉ LA MULATA
  - María Mercé la chinita.... Venezuela (1970)
  - Siempre habrá un mañana.... México (1974)
- LA VIRGEN DEL CERRO
  - Cristina.... Venezuela (1970)
  - Marielena.... Venezuela (1980)
  - Déjame Vivir.... México (1982)
  - El Engaño.... Venezuela (1989)
  - Valeria… Venezuela/E.U.A (2008)
  - Calle Luna, Calle Sol… Venezuela (2009)
- LA USURPADORA
  - La Usurpadora.... Venezuela (1970)
  - El Hogar Que Yo Robé.... México (1981)
  - La Intrusa.... Venezuela (1987)
  - La Usurpadora.... México (1998)
  - ¿Quién Eres Tú?... Colômbia (2012)
  - La Usurpadora... México (2019)
- DOMENICA MONTERO
  - La doña.... Venezuela (1972)
  - Domenica Montero.... México (1978)
  - Amanda Sabater… Venezuela (1989)
  - El Desafío...Venezuela (1994)
  - La Dueña.... México (1995)
  - Amor E Ódio.... Brasil (2001-2002)
  - Soy Tu Dueña.... México (2010)
- SACRIFICIO DE MUJER
  - Sacrificio De Mujer.... Venezuela (1972)
  - Prisionera De Amor… México (1994)
  - Segunda parte de Amar Sin Límites… México (2006)
- REGINA CARBONELL
  - Regina Carbonell… Venezuela (1972)
  - La Pobre Señorita Limantur.... México (1983)
  - El Amor No Tiene precio.... México (2005)
- MUCHACHAS DE HOY
  - Raquel.... Venezuela (1973)
  - Verónica.... México (1979)
  - Abigaíl… Venezuela (1988)
  - Sin Ti.... México (1997)
  - Luisa Fernanda.... Venezuela (1998)
- CUANDO LA RIVAL ES UNA HIJA
  - Mi Rival.... México (1973)
  - Amada Enemiga.... México (1997)
- ABANDONADA
  - Abandonada.... Venezuela (1973)
  - Marcha Nupcial.... México (1977)
  - Marisol.... México (1996)
  - Mujer Bonita... México (2001)
  - Marisol.... Brasil (2002)
- ENAMORADA
  - La Italianita.... Venezuela (1973)
  - Rina.... México (1977)
  - María Mercedes.... México (1992)
  - Inocente De Ti.... México (2004)
  - Maria Esperança.... Brasil (2007)
  - María Mercedes... Filipinas (2013)
- AMBICIÓN
  - Ambición.... Perú (1973)
  - Ambición.... México (1980)
- LA INDOMABLE
  - La Indomable.... Venezuela (1974)
  - La venganza.... México (1977)
  - Marimar.... México (1994)
  - Marimar.... Filipinas (2007)
  - Corazón Indomable... México (2013)
  - Marimar.... Filipinas (2015)
- VALENTINA
  - Valentina.... Venezuela (1975)
  - Rebeca… Venezuela (1984)
  - Alma Mía… Venezuela (1988)
  - Cuando hay pasión… Venezuela (1999)
  - La Intrusa.... México (2001)
- ILEANA
  - Ileana… Venezuela (1977)
  - Amalia Batista.... México (1983)
  - Prisionera de amor.... México (1993)
- CORINA BAZÁN
  - Cristina Bazán.... Puerto Rico (1978)
  - Corina Bazán.... México (2010)
- LAGRIMAS NEGRAS
  - Lagrimas Negras.... México (1979)
- LOS RICOS TAMBIEN LLORAN
  - Los Ricos También Lloran.... México (1979)
  - María la del Barrio.... México (1995)
  - Os Ricos Também Choram .... Brasil (2005)
  - Marina (2006).... México-USA (2006)
  - Maria la del Barrio.... Filipinas (2011)
  - Los Ricos También Lloran.... México (2022)
- LA GAVIOTA
  - Sandra Y Paulina.... México (1980)
  - El Juego De La Vida.... México (2001)
- MARIA SALOMÉ
  - Bianca Vidal.... México (1983)
  - María José.... México (1995)
- LA MESERA
  - Abandonada.... México (1985)
  - Mujer Bonita.... México (2001)
- CUANDO SE ABANDONA UN HIJO
  - Rosa Salvaje.... México (1987)
- ENAMORADA
  - Rubí Rebelde.... Venezuela (1989)

## Rádionovelas
- La gata
- La galleguita
- La madrastra
- María Mercé la mulata
- La virgen de Cerro
- La usurpadora
- Domenica Montero
- Regina Carbonell
- Sacrificio de mujer
- Muchachas de hoy
- Cuando la rival es una hija
- Abandonada
- Enamorada
- Ambición
- Valentina
- Ileana
- Corina Bazán
- Lagrimas negras
- Los ricos tambien lloran
- La gaviota
- María Salomé
- La Mesera
- Cuando se regala un hijo
- Charito Carvajal
- Mademoseville Fabian
- Pobre Millonaria
- La Virgen de Barlovento
- La Señorita Amalia
- Milagro de Amor
- Entre Sombras
- Nosotros los pobres
- La Bastarda
- Rubi, la Descarada

## Adaptações para o Brasil
- Amor e Ódio - Brasil (2001)
- Marisol - Brasil (2002)
- Seus Olhos - Brasil (2004)
- Os Ricos Também Choram - Brasil (2005)
- Maria Esperança - Brasil (2007)